# Next-Generation Overhead Persistent Infrared
Next-Generation Overhead Persistent Infrared (Next-Gen OPIR) — система попередження про ракети, яка розробляється в США на заміну поточної системи, Інфрачервоної системи космічного базування (SBIRS).
Супутники Next-Gen OPIR створені для виявлення та відстеження запусків балістичних ракет, надаючи раннє попередження про потенційні атаки. Оснащені вдосконаленими інфрачервоними датчиками, ці супутники визначають теплові сигнатури ракет, що летять, і безпечно передають ці критично важливі дані на наземні станції.